# Rocamadour (sir)
Rocamadour, prej "Cabécou de Rocamadour" je francoski sir iz jugozahodnega dela države. Pridelujejo ga v regijah Périgord in Quercy, ime pa je dobilo po vasi Rocamadour v departmaju Lot, Francija.
Rocamadour spada v družino kozjih sirov, imenovanih Cabécous, in je od leta 1996 prejel oznako AOC (Zaščitena označba porekla - appellation d'origine contrôlée). Je zelo majhen belkast sir (povprečna teža 35 g) s ploščato okroglo obliko (glejte sliko)..
Rocamadour se običajno prodaja zelo mlad po samo 12-15 dneh staranja in se običajno uživa v vročem toastu ali v solatah. Rocamadour se lahko še stara. Po nekaj mesecih dobi bolj intenziven okus in se običajno uživa samostojno z rdečim vinom proti koncu obroka.
Proizvodnja: 546 ton leta 1998 (+24,1 % od leta 1996), 100 % s surovim, nepasteriziranim kozjim mlekom (50 % na kmetijah).

## Zgodovina
Sir je bil prvič omenjen leta 1451 v besedilu najemne pogodbe med škofom Evreuxa in njegovim podanikom.
V 15. stoletju so kot davke uporabljali majhne ‚‘pucks iz kozjega sira. Takrat je bila desetina določena za sir.

## Proizvodnja
Z odlokom sta dovoljeni le alpska in saanska pasma koz. Koz ne smejo hraniti s fermentirano krmo. Sir se izdeluje v kalupih posamično ali v običajnem pladnju z več kalupi. Notranje mere kalupov so: premer 60 milimetrov, višina 16 milimetrov.
Sir je zorjen v dveh fazah:
- faza sušenja najmanj 24 ur pri temperaturi 23 °C ali manj pri vlažnosti nad 80 %,
- nato v kleti pri temperaturi najmanj 10 °C in vlažnosti nad 85 %.

Skupni čas zorenja mora biti najmanj 6 dni od dneva odstranitve iz kalupa.

## Oblika prodaje
Siri, ki jih ponujajo v trgovinah, imajo premer od štiri do pet centimetrov in so visoki le od enega do 1,5 centimetra. Vsebnost maščobe v suhi snovi je 45%.
Rocamadour je tudi začetni izdelek Picadouja, oblike prefinjenosti, pri kateri je zrel sir ovit v liste.